# 7 Card Stud
7 Card Stud (također poznat pod nazivom seven-card stud) je varijanta pokera. Do popularizacije Texas Hold'ema bila je najpoznatija i najčešće igrana varijanta pokera u Sjedinjenim Američkim Državama. Obično se igra s između dva i osam igrača, iako igra s točno osam igrača zahtijeva dodatna pravila u slučaju da svi igrači ostanu u igri do podjele sedme karte. U igri s profesionalnim igračima koji često odustaju s lošim rukama, igra s devet ili deset igrača je moguća, no u praksi vrlo rijetka.

## Povijest
Rani razvoj 7 Card Studa nije u potpunosti poznat, iako se vjeruje da je negdje sredinom 19. stoljeća nastao iz 5 Card Studa dodavanjem još dvije karte kako bi se igra učinila zanimljivijom. 5 Card Stud dugo je bio popularnija verzija, no kako se kvaliteta igre i znanje o strategiji s vremenom poboljšavalo, mnogi vrhunski igrači svog vremena nadišli su jednostavnost 5 Card Studa i prešli na složeniji 7 Card Stud. 7 Card Stud je tako dugo bio najpopularnija varijanta pokera u kasinima diljem svijeta, sve dok ga s prvog mjesta nije izgurala rastuća popularnost Texas Hold'ema, dijelom izazvana pomoću World Series of Poker serije turnira i njene popularizacije kroz online poker ranih 2000-ih godina. Međutim, 7 Card Stud je i dalje ostao jedna od omiljenih igara i profesionalaca u igrama s najvišim ulozima, i amatera u kućnim poker partijama; a stvorene su i njegove varijante 7 Card Stud Hi-Lo i Razz koje kroz nove razvoje pravila igre zahtijevaju i nove strategije i postavljaju nove izazove najvećim umovima pokera.

## Tijek igre
Na početku dijeljenja, svi igrači u pot stavljaju jednak iznos novca poznat kao "ante". Potom od djelitelja (u smjeru kazaljke na satu od prvog slijeva) dobivaju po dvije karte licem dolje (hole cards) i jednu licem gore (kolokvijalno poznata kao "door card"). Igrač s najnižom kartom započinje ulaganje (poznato kao "third street") postavljajući prisilni ulog (tzv. bring-in, obično u iznosu od 1/3 do 1/2 malog uloga), a ostali igrači nastavljaju ulaganje u smjeru kazaljke na sat. Igrači tada imaju opciju odustati (fold), zvati bring-in (call) ili povisiti ulog (complete) do iznosa malog uloga (small bet). Ako jedan od igrača povisi na mali ulog, ostatak ulaganja vrši se prema uobičajenim pravilima limit pokera.
Nakon što ulaganje završi, svaki igrač dobiva četvrtu kartu, licem gore, i slijedi drugo ulaganje ("fourth street"). Igra počinje od igrača s najboljom kombinacijom od dvije karte licem gore (fleševi i skale ne vrijede za ovu svrhu), a ulaganje se obavlja u iznosima od višekratnika malog uloga. Ako taj igrač drži par na stolu, ima mogućnost umjesto uobičajenog malog uloga napraviti veliki ulog (big bet). Nakon drugog ulaganja slijedi peta karta, licem gore i treće ulaganje ("fifth street"). Ovdje više nije dozvoljeno koristiti mali ulog, nego samo veliki. U istoj maniri odvija se i četvrto ulaganje ("sixth street"), poslije podjele šeste karte, koja je ujedno i zadnja koja se dijeli licem gore. Sedma, posljednja karta, dijeli se svakom igraču licem dolje, nakon koje slijedi posljednja tura ulaganja ("seventh street"), nakon koje preostali igrači polažu sve karte licem gore na stol i uspoređuju ruke. Pot dobiva igrač s najboljom poker kombinacijom od pet karata koju može sastaviti od svojih sedam karata (dvije karte koje ne iskoristi u dodjeli pota ne igraju apsolutno nikakvu ulogu). Ako su svi igrači osim jednog u nekom trenutku u ulaganju već odustali (foldali), tada preostali igrač osvaja čitav pot bez uspoređivanja ruku.

## Varijante
Jedna od popularnih amaterskih varijanta 7 Card Studa je Mississippi Stud, starija verzija koja je bila popularna na brodskim kasinima na rijeci Mississippiju na američkom Jugu. U toj verziji uklonjeno je ulaganje između četvrte i pete karte, te igrači nakon prve ture ulaganja dobivaju dvije karte i odmah idu na "fifth street". Takva je verzija po strukturi razvitka ruke sličnija Texas Hold'emu, pa stoga ubrzava igru.
Međutim, puno su poznatije i češće u profesionalnoj igri varijante Razz i 7 Card Stud Hi-Lo/8 or Better (često nazivan i 7 Card Stud/8 ili samo Stud/8).

### Razz
Pravila razza slična su osnovnim pravilima 7 Card Studa, s razlikom da ne pobjeđuje najbolja ruka, već najgora, sa stanovitim iznimkama. Naime, aševi se uvijek smatraju niskim kartama (niži su po vrijednosti od dvojke) u svrhu Razza, a skala i boja (time uključeno i skala u boje, te royal flush) nisu priznate kombinacije. Tako, primjerice, A-A-K-Q-J u Razzu pobjeđuje protiv 2-2-5-4-3, a K-Q-J-10-A i 5-4-3-2-A nisu ništa gore doli visoke karte (štoviše, 5-4-3-2-A je najjača kombinacija u Razzu, koja često garantira igraču čitav pot, osim ako netko drugi također drži 5-4-3-2-A), te time pobjeđuju jedan par ili još više kombinacije. Tako je u Razzu najslabija moguća kombinacija full house, dame i kraljevi (Q-Q-Q-K-K), moguć samo ako igrač u svojih sedam karata drži točno K-K-K-Q-Q-Q-Q ili K-K-K-K-Q-Q-Q. Suprotno od uobičajenog američkog imenovanja kombinacije visoke karte A-high, K-high, Q-high itd., u Razzu se koristi nazivlje K-low, Q-low, J-low itd., te je 5-low ili 5-4-3-2-A najbolja kombinacija visoke karte.
Zbog promijene poretka dobitnih kombinacija u Razzu, postoje promijene i u tijeku igre. Na početku dijeljenja prisilni ulog odnosno bring-in postavlja igrač s najvišom kartom licem gore, a od fourth streeta nadalje ulaganje počinje od igrača s "najlošijom" kombinacijom karata licem gore. Budući da je u igri s tri ili više igrača pobjednička ruka gotovo uvijek visoka karta, započeti dijeljenje s nekoliko visokih karata je često velik hendikep, pa se profesionalci u Razzu obično upuštaju u ulaganje s manje početnih kombinacija nego u običnom 7 Card Studu.

### 7 Card Stud Hi-Lo
7 Card Stud Hi-Lo igra se po gotovo potpuno jednakim pravilima kao i običan 7 Card Stud. Razlika je u tome što u Hi-Lo verziji na kraju dijeljenja pot dijele najbolja i najgora kombinacija. Najbolja kombinacija određuje se prema uobičajenom rangiranju kombinacija, dok se najgora kombinacija određuje prema pravilima Razza. Igrač ne mora koristiti istih pet karata za obje kombinacije, već po pet karata za svaku izabire po potrebi. 7 Card Stud Hi-Lo obično se igra u verziji 8 or Better (među profesionalcima poznata kao Stud/8, Stud8 ili Seven Eight) s kvalifikacijama, gdje najgora kombinacija može osvojiti dio pota samo ako su sve karte u kombinaciji 8 ili niže (dakle, 8-7-6-5-4 i niže kombinacije). Ako nitko od preostalih igrača na uspoređivanju karata ne može sastaviti kvalificiranu najgoru kombinaciju, najbolja kombinacija odnosi cijeli pot. Ova verzija se katkad igra u obliku 9 or Better (Stud/9), gdje se najgora kombinacija može kvalificirati i ako je između 9-8-7-6-5 i 9-4-3-2-A.
Rijetka je verzija poznata pod nadimkom Q, gdje kvalifikacija nema, te pri uspoređivanju najbolja i najgora kombinacija uvijek dijele pot, bez obzira na kvalitetu ijedne od njih. Kako igrač ne mora koristiti istih pet karata za obje kombinacije, isti igrač može pri uspoređivanju pobijediti u obje kategorije, iako je to sada zamjetno teže.